# Louisiana State University Press
Les Louisiana State University Press (LSU Press), que l'on peut traduire par « Presses universitaires de l'État de Louisiane » sont une maison d'édition américaine associée à l'université d'État de Louisiane qui a été fondée en 1935.

## Publications notable et distinctions
La Conjuration des imbéciles de John Kennedy Toole a été publiée en 1980 et a remporté le prix Pulitzer de la fiction en 1981.
Trois titres ont remporté le prix Pulitzer de la poésie : The Flying Change de Henry S. Taylor (en) (1986), Alive Together: New and Selected Poems de Lisel Mueller (en) (1997), et Late Wife de Claudia Emerson (2006).
The Need to Hold Still de Lisel Mueller a remporté le National Book Award de poésie en 1981.